# Antares A-ONE
Cygnus Mass Simulator — мас-габаритний макет космічного транспортного корабля Cygnus. 21 квітня 2013 був виведений на орбіту перший випробувальним пуском приватної ракети-носія «Антарес». Запуск був здійснений із стартового майданчика LP-0A Середньоатлантичного регіонального космопорту на острові Уоллопс.
Маса макета (≈ 3800 кг) відповідала масі розроблюваного на той момент компанією Orbital Sciences Corporation космічного транспортного корабля Cygnus. Макет був виведений на орбіту 250 × 300 км з нахилом 51,6 градусів.
Разом Cygnus Mass Simulator в космос також вирушили чотири наносупутника компанії Andrews Space, три з яких, Alexander, Bell, Graham, створені за програмою NASA PhoneSat і використовують як бортовий комп'ютер звичайний смартфон.
Запуск макета став черговою віхою в програмі COTS — програмі НАСА з доставки вантажів та екіпажу на Міжнародну космічну станцію за допомогою приватних компаній.